# Wojciech Urbański
Wojciech Urbański (Limanowa, Polonia, 12 de enero de 2005) es un futbolista polaco que juega de centrocampista en el Legia de Varsovia de la Ekstraklasa. 

## Trayectoria
Urbański nació en Limanowa, localidad ubicada en el voivodato de Pequeña Polonia. Tras pasar por las categorías inferiores de varios equipos locales como el KS Tymbark y el Turbacz Mszana Dolna, en 2018 fichó por la academia de formación de futbolistas del Wisła Cracovia, club donde permaneció cinco años. Tras no firmar su renovación con la Biała Gwiazda, El 1 de julio de 2023 fue fichado por la cantera del Legia de Varsovia, pasando a integrar el segundo equipo en la III Liga. El 2 de febrero de 2024 fue ascendido al primer equipo y debutó con el Legia el 10 de marzo de 2024 en la derrota a domicilio contra el Widzew Łódź por 1-0. El 18 de agosto de 2024 anotó su primer gol como profesional en la victoria por 4-1 en casa contra el Radomiak Radom. A nivel internacional, Urbański ha sido internacional con la selección sub-14, la sub-18 y la sub-19.

## Palmarés

### Títulos nacionales
| Título               | Club              | País    | Año  |
| -------------------- | ----------------- | ------- | ---- |
| Copa de Polonia      | Legia de Varsovia | Polonia | 2025 |
| Supercopa de Polonia | Legia de Varsovia | Polonia | 2025 |